# ماهی‌گیرک تاج‌دار کراوری
 ماهی‌گیرک تاج‌دار کراوری (نام علمی: Synthliboramphus craveri) نام یک گونه از سرده ماهی‌گیرک تاج‌دار است.